# Teresa Ladrero
Teresa Ladrero Parral (24 de agosto de 1978, Ejea de los Caballeros, Zaragoza) es una política española, actual Alcaldesa de Ejea de los Caballeros, perteneciente a la Agrupación Socialista de Ejea, de la que es Secretaria General. Es Vicepresidenta de la Diputación Provincial de Zaragoza y Diputada de Economía, Hacienda, Patrimonio y Nuevas Tecnologías desde 2023.

## Biografía
Nacida en Ejea de los Caballeros, es licenciada Ciencias Políticas y de la Administración por a Universidad de Burgos (Premio Extraordinario de Fin de Carrera), Diplomada en Gestión y Administración Pública por la Universidad de Zaragoza (mejor Currículum Académico de su Promoción), Máster Superior en Prevención de Riesgos Laborales y Postgrado de Gestión del Desarrollo Rural.
Desempeñó el cargo de Gerente de la Asociación Empresarial de las Cinco Villas entre los años 2002 y 2007. Comenzó su carrera política a partir de las elecciones municipales de mayo de 2007, siendo concejal por el PSOE de Economía, Hacienda y Patrimonio en el Ayuntamiento de Ejea de los Caballeros.
En junio de 2011 entra a formar parte de la corporación de la Diputación Provincial de Zaragoza, como diputada por el Grupo Provincial Socialista. 
En agosto de 2014, tomó posesión como Alcaldesa de Ejea de los Caballeros en sustitución de Javier Lambán, quién presentó su renuncia el 8 de julio de 2014 en su condición de candidato del PSOE-Aragón a la presidencia del Gobierno Autonómico.
Tras las elecciones municipales del 24 de mayo de 2015 en las que se presenta como candidata por el PSOE a la Alcaldía de Ejea de los Caballeros, Ladrero gana con mayoría absoluta obteniendo el 51,92% de los votos. Toma posesión en su cargo el 13 de junio de 2015. Y tras las elecciones del 26 de mayo de 2019, revalida la mayoría absoluta.
Desde junio de 2019 compagina el cargo de Alcaldesa de Ejea de los Caballeros con el de Vicepresidenta de la Diputación Provincial de Zaragoza y el de Diputada Delegada de Economía, Hacienda, Patrimonio y Nuevas Tecnologías de la institución.
Asimismo, es Secretaria General del Partido Socialista de Ejea de los Caballeros y Vicesecretaria General de la Comisión Ejecutiva Provincial del Partido Socialista de Zaragoza.

## Cargos en Diputación Provincial de Zaragoza (DPZ)
1. Vicepresidenta de la Diputación Provincial de Zaragoza.
2. Diputada Delegada de Economía, Hacienda, Patrimonio y Nuevas Tecnologías.
3. Diputada Delgada de la Residencia Estudiantil "Ramón Pingatelli" y vicepresidenta del Consejo de Administración.
4. Presidenta de la Comisión Informativa del Área de Gestión de Presidencia.
5. Miembro del Consejo Académico de la Institución Fernando el Católico.
6. Representante de la Diputación Provincial de Zaragoza en la FEMP (Federación Española de Municipios y Provincias) - Subcomisión de Trabajo.
7. Represantante de la Diputación Provincial de Zaragoza en la FAMCP (Federación Aragonesa de Municipios, Comarcas y Provincias).
8. Representante de la Diputación Provincial de Zaragoza en el Comité Comarcal para el Desarrollo Rural de la Comarca de Cinco Villas.
9. Representante de la Diputación Provincial de Zaragoza en Avalia Aragón SGR.
10. Representante de la Diputación Provincial de Zaragoza en la Comisión de seguimiento del Convenio de Desarrollo Rural Sostenible 2007-2009 de los municipios afectados por el recrecimiento Yesa.
11. Representante de la Diputación Provincial de Zaragoza en la Agrupación de Interés Urbanístico (Plan Parcial Sector MV1 y MV2).

## Cargos representativos en Ejea de los Caballeros
1. Presidenta de SOFEJEA S.A. (Sociedad Municipal de Fomento de Ejea).
2. Presidenta del Centro Tecnológico Agropecuario de las Cinco Villas.
3. Presidenta de la Fundación Aquagraria.
4. Miembro de la Junta Rectora de la Entidad de Conservación Polígono Industrial de Valdeferrín.

## Cargos en el PSOE
1. Secretaria General de la Comisión Ejecutiva Local del Partido Socialista de Ejea de los Caballeros.
2. Vicesecretaria General de la Comisión Ejecutiva Provincial del Partido Socialista de Zaragoza.